# Ove Wilhelm Michelsen

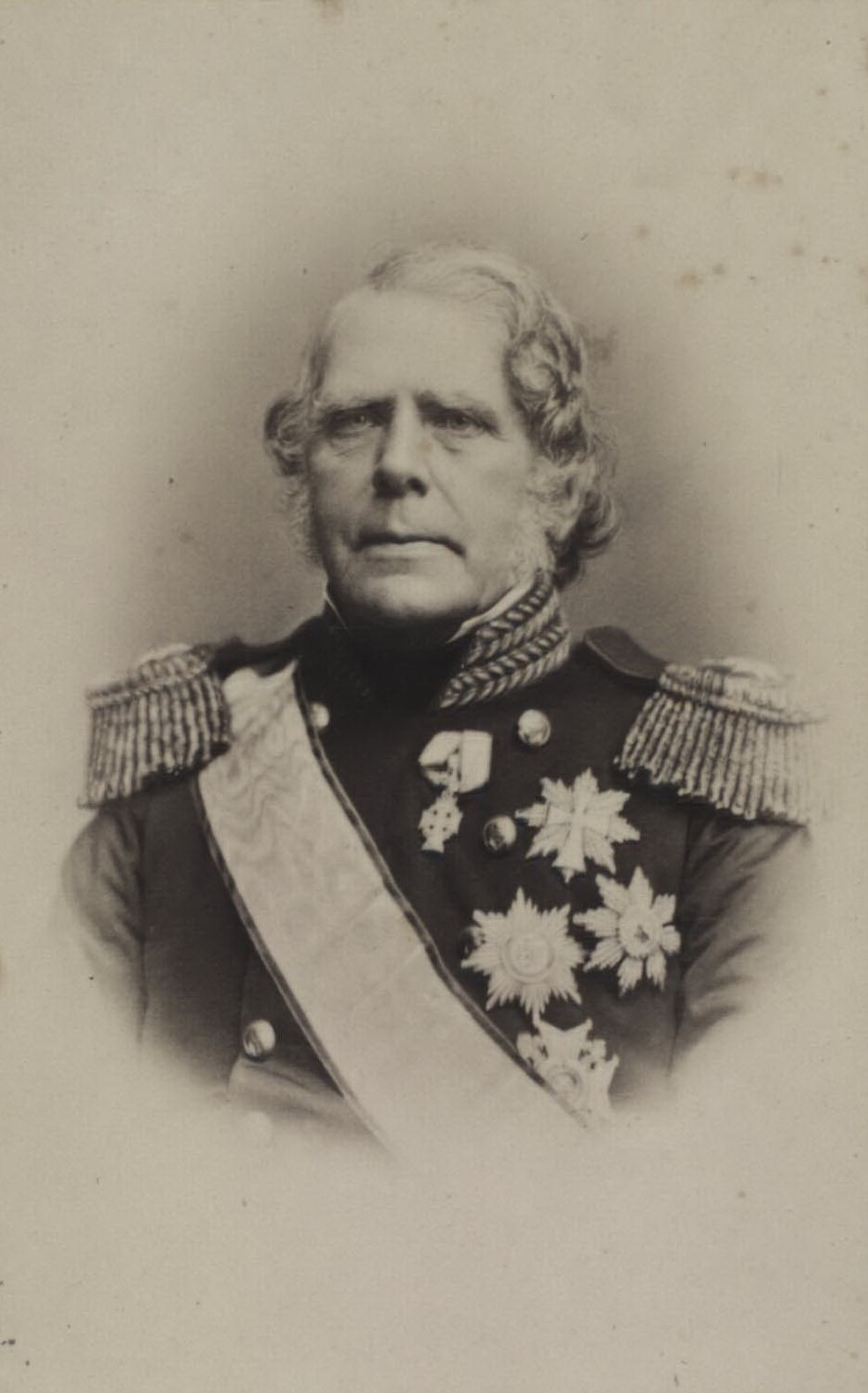
Ove Wilhelm Michelsen

Ove Wilhelm Michelsen (* 28. August 1800 in Tönning; † 20. April 1880) war ein dänischer Seeoffizier und diente seinem Land als Marine- und Außenminister.

## Leben
Michelsen wurde 1800 als Sohn Christoph Friedrich Michelsens, Stadtsekretär von Tönning, und Margarethe Christine Michelsen, geborene Waltern, geboren. 1818 wurde Michelsen Sekondeleutnant der Marine. Kurz nach seiner Ernennung zum Offizier wurde er Lehrer an der Seekadettenakademie. 1825 folgte die Ernennung zum Premierleutnant, 1834 zum Kapitänleutnant, 1842 zum Kapitän, 1850 zum Kommandørkaptajn, 1852 zum Kommandør; bei seinem Abschied aus der Marine hatte Michelsen den Charakter eines Konteradmirals.
Am 12. Dezember 1854 folgte er Steen Andersen Bille als Marineminister für das neue Kabinett Andræ und wurde auf diesem Posten am 2. Dezember 1859 von Hans Nicolai Thestrup abgelöst, zusätzlich übernahm er am 17. April 1857 von Ludvig Nicolaus von Scheele das Außenministerium und wurde am 10. Juli 1858 durch Carl Christian Hall abgelöst.
Michelsen war zweimal verheiratet. 1822 heiratete er Nicoline Christine Wleugel (* 30. Juli 1798; † 18. Oktober 1844), adoptierte Tochter des Konteradmirals Peter Johan Wleugel. 1856 heiratete er Marie Duntzelt (* 4. April 1819; † 1871), Tochter des Staatsrates William Frederik Duntzelt.

## Auszeichnungen
- 1836: Ritterkreuz des Dannebrogordens
- 1840: Dannebrogsmændenes hæderstegn
- 1852: Komtur des Dannebrogordens
- 1855: Kammerherr
- 1858: Großkreuz des Dannebrogordens